# Дессерс, Сирил
Сирил Колаволе Дессерс (нидерл. Cyriel Kolawole Dessers; родился 8 декабря 1994 года в Лёвен, Бельгия) — бельгийский и нигерийский футболист, нападающий шотландского клуба «Рейнджерс» и сборной Нигерии.

## Клубная карьера
Дессерс — воспитанник клуба «Ауд-Хеверле Лёвен» из своего родного города. В 2013 году он был включён в заявку основной команды. 16 марта 2014 года в матче против «Монса» он дебютировал в Жюпиле лиге. Летом того же года Сирил перешёл в «Локерен». 8 августа в поединке против «Генка» он дебютировал за новый клуб. 11 апреля 2015 года в поединке против «Вестерло» Дессерс забил свой первый гол за «Локерен».
Летом 2016 года перешёл в нидерландский НАК Бреда. 5 августа в матче против дублёров «Утрехта» он дебютировал в Эрстедивизи. В этом же поединке Дессерс забил свой первый гол за НАК.
В июне 2017 года перешёл в «Утрехт», подписав с клубом контракт на три года. 11 августа в матче против АДО Ден Хааг он дебютировал в Эредивизи. В этом же поединке Дессерс сделал «дубль», забив свои первые голы за «Утрехт». В июле 2019 года подписал трёхлетний контракт с «Хераклесом».
31 августа 2021 года перешёл на правах аренды в роттердамский «Фейеноорд».

## Достижения

### Командные
«Генк»
- Обладатель Кубка Бельгии: 2020/21

«Фейеноорд»
- Финалист Лиги Конференций УЕФА: 2021/22

«Рейнджерс»
- Обладатель Кубка шотландской лиги: 2023/24

### Личные
- Лучший игрок месяца чемпионата Нидерландов: ноябрь 2019
- Лучший бомбардир чемпионата Нидерландов: 2019/20[12]
- Лучший бомбардир Лиги конференций УЕФА: 2021/22[13]